# Mitchell May

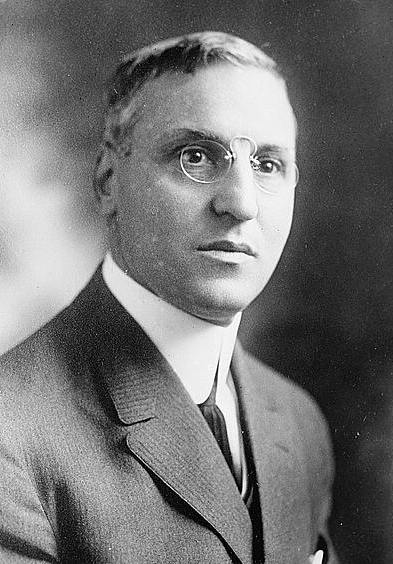
Mitchell May

Mitchell May (* 10. Juli 1870 in Brooklyn, New York; † 24. März 1961 ebenda) war ein US-amerikanischer Jurist und Politiker. Zwischen 1899 und 1901 vertrat er den Bundesstaat New York im US-Repräsentantenhaus.

## Werdegang
Mitchell May wurde ungefähr fünf Jahre nach dem Ende des Bürgerkrieges in der damals noch eigenständigen Stadt Brooklyn geboren und wuchs dort auf. In dieser Zeit besuchte er öffentliche Schulen und das Brooklyn Polytechnic Institute. 1892 graduierte er an der rechtswissenschaftlichen Fakultät der Columbia University in New York City. Seine Zulassung als Anwalt erhielt er im folgenden Jahr und begann dann in Brooklyn zu praktizieren. Politisch gehörte er der Demokratischen Partei an.
Bei den Kongresswahlen des Jahres 1898 wurde May im sechsten Wahlbezirk von New York in das US-Repräsentantenhaus in Washington, D.C. gewählt, wo er am 4. März 1899 die Nachfolge von James R. Howe antrat. Da er auf eine erneute Kandidatur im Jahr 1900 verzichtete, schied er nach dem 3. März 1901 aus dem Kongress aus.
Zwischen 1906 und 1910 saß er im Bildungsausschuss von New York City. Dann war er in den Jahren 1910 und 1911 als stellvertretender Bezirksstaatsanwalt in Kings County tätig und in den Jahren 1913 und 1914 als Secretary of State von New York. Zwischen 1916 und 1921 war er Bezirksrichter im Kings County. Am 1. Januar 1922 berief man ihn an den New York Supreme Court – eine Stellung, die er bis zu seinem Rücktritt am 31. Dezember 1940 innehatte, als er das Zwangspensionierungsalter (mandatory retirement) erreicht hatte. Danach nahm er wieder seine Tätigkeit als Anwalt auf. Er verstarb am 24. März 1961 in Brooklyn und wurde dann auf dem Valhalla Cemetery in Staten Island beigesetzt.